# Louis Conneau
Pour les articles homonymes, voir Conneau.
 (septembre 2024).
Louis Napoléon Eugène Joseph Conneau, né le 9 janvier 1856 à Paris et mort le 29 janvier 1930 à Chaville, inhumé au cimetière de Montmartre, est un général français ayant commandé durant la Première Guerre mondiale.

## Biographie

### Naissance et jeunesse auPalais des Tuileries
Il est le fils du docteur Enrico, François, Alexandre, dit Henri Conneau. Grand ami de Napoléon III, il avait aidé le futur souverain à s'évader de sa prison de Ham ; il devint le 1er médecin de l'empereur et de l'impératrice. 
Louis Conneau est né au Palais des Tuileries et fut élevé avec le Prince impérial, plus jeune que lui de deux mois. Tous ses prénoms sont inspirés de la famille Bonaparte (ce sont ceux des frères de l'Empereur et celui d'Eugène de Beauharnais). 
Il resta jusqu'à la fin le compagnon de l'Empereur et son ami le plus intime. Il le suivit à l'Académie royale militaire de Woolwich, où il fut admis, en 1873, comme cadet au titre étranger. 
En 1874, il entrait à Saint-Cyr dans la « Grande promotion » (1874/1876). 
En 1876, il en sortait sous-lieutenant au 23e Dragons. 
Deux amis, un unique serment, en vieux français provençal : Passavant le meillor[pas clair].
Louis Conneau épouse le 30 juin 1900, Adèle Marguerite Fourrier, dont il aura trois enfants.

### Carrière militaire
À la déclaration de guerre en 1914, il était général de division et commandait la 10e division de cavalerie. Il la porta immédiatement en couverture devant Lunéville. 
En octobre, il était nommé au commandement du 1er corps de cavalerie jusqu'en 1917. Il participe aux opérations de Sarrebourg. La retraite terminée et l'offensive reprise, il joue dans la bataille un rôle important, qui se continue par un appui vigoureux donné à la Ve armée dans les affaires de Berry-au-Bac, Pontavert et Sissonne (1er – 15 septembre).   
Le 6 mars 1917 il écrit au général Georges Demange : « Ma tête demandée par les Jeunes Turcs est enfin tombée sous le couperet national. », faisant allusion aux dissensions au sein du Comité Technique d’état-major.  
Vint alors la Course à la mer. À deux reprises, le général Louis Conneau eut sous ses ordres une masse énorme formée par l'ensemble des 1er et 2e corps des cavaleries française et britannique. Jamais pareil rassemblement d'escadrons n'avait opéré sous un même chef.
Au cours de la guerre de tranchées, le corps Conneau changea assez souvent de destination, prêtant son concours, tantôt à une armée, tantôt à une autre, ou opérant pour son compte avec des divisions d'infanterie qui lui étaient adjointes. 
Passé au cadre de réserve par limite d'âge en 1918, le général Conneau commanda, à Châlons-sur-Marne, la 6e région au plus fort des bombardements allemands.
Il est inhumé le 1er février 1930 au cimetière de Montmartre (division 18).

## Distinctions et honneurs

### Décorations françaises
- Grand officier de la Légion d'honneur (1er avril 1917)[4]
  -  Commandeur de la Légion d'honneur (29 décembre 1914)
  -  Officier de la Légion d'honneur (29 décembre 1910)
  -  Chevalier de la Légion d'honneur (30 janvier 1897)
- Croix de guerre 1914–1918
- Officier de l'ordre des Palmes académiques

### Décorations étrangères
- Chevalier Grand-croix de l'Ordre de Saint-Michel et Saint-George (GCMG) (Royaume-Uni)
- Grand-Croix de l'ordre de Sainte-Anne de Russie[4]

## Galerie

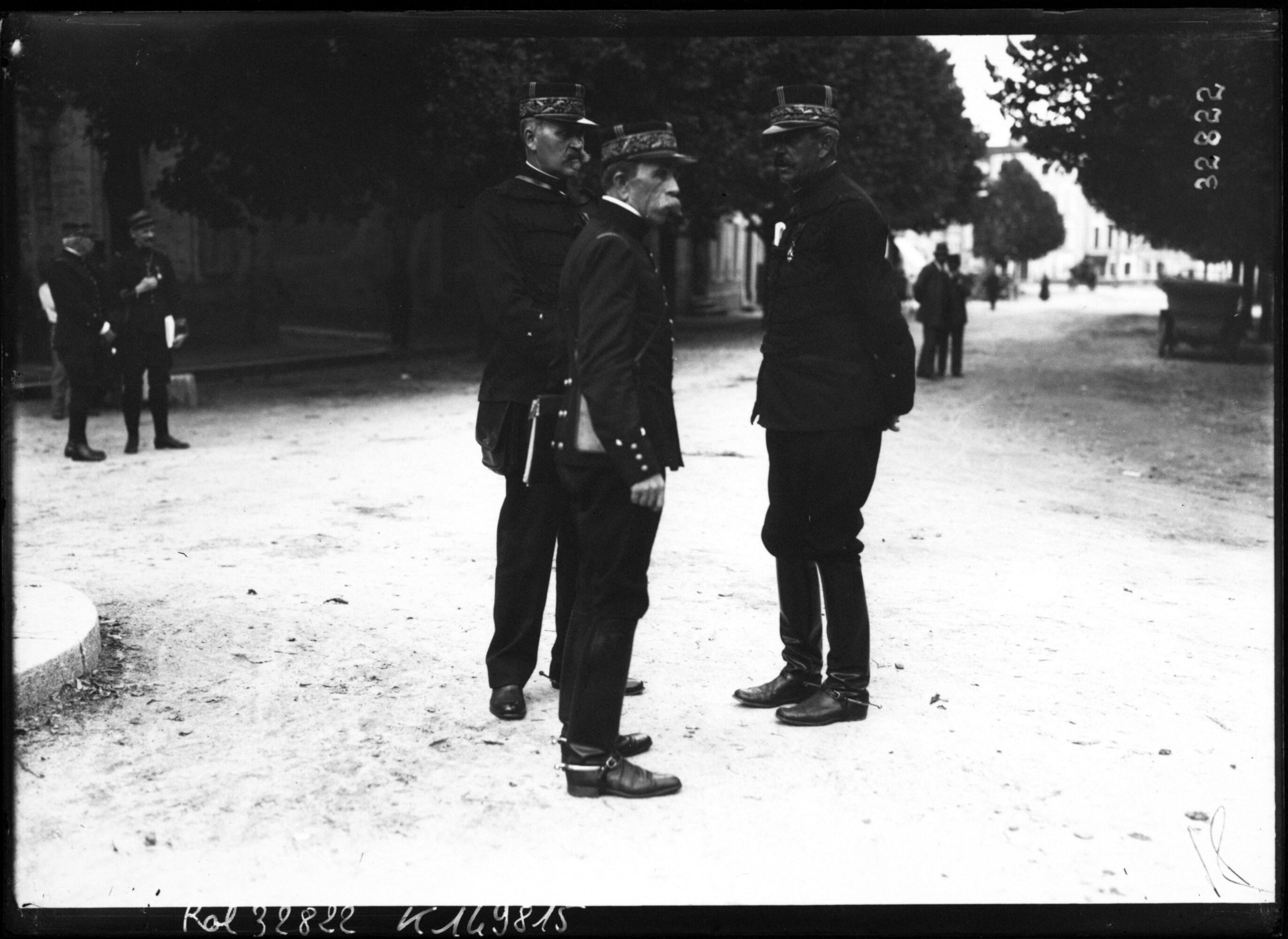
Le général Conneau (à droite) avec les généraux de Lastours et Clergerie, septembre 1913.